# Moira Fraser
Pour les articles homonymes, voir Fraser.
Moira Fraser, née le 23 mars 1991, est une nageuse namibienne.

## Carrière
Moira Fraser est médaillée de bronze du 200 mètres nage libre aux Championnats d'Afrique de natation 2008 à Johannesbourg.